# ジョン・バース

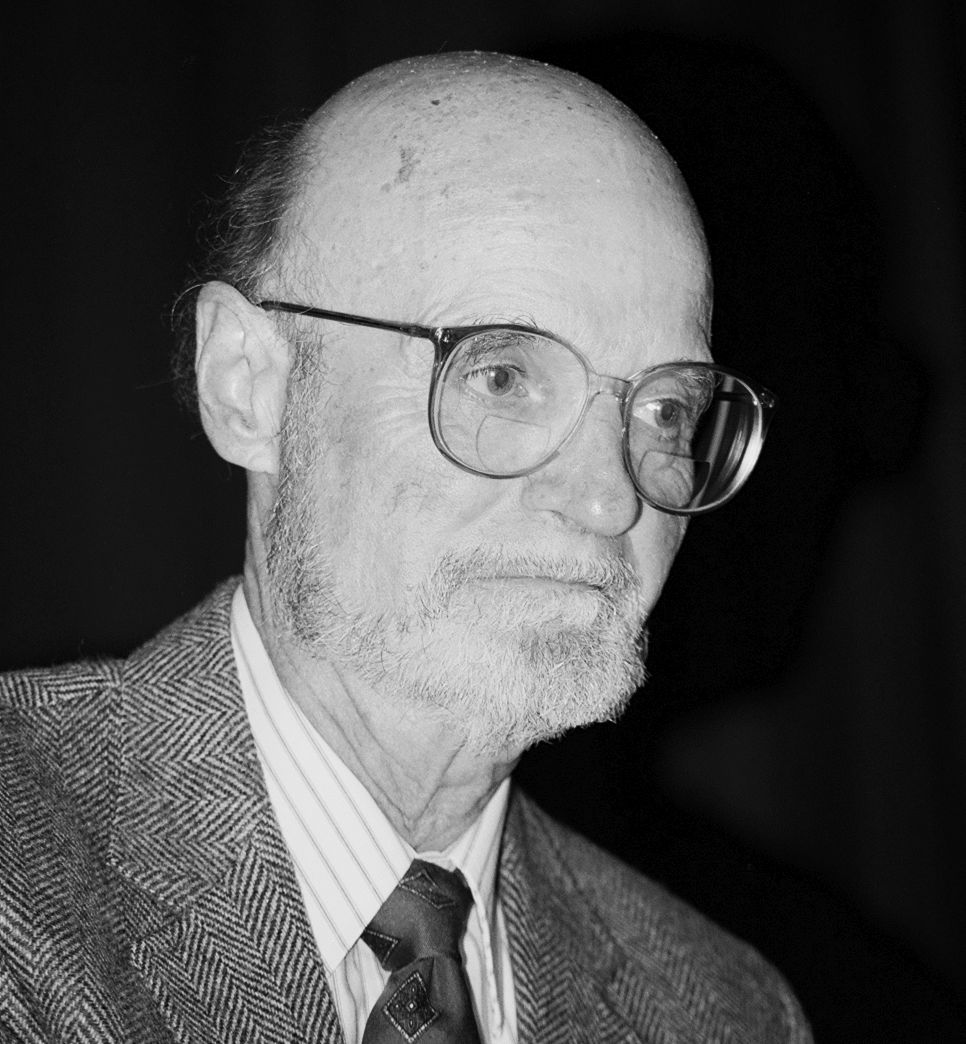
ジョン・バース

ジョン・シモンズ・バース（John Simmons Barth、1930年5月27日 - 2024年4月2日）は、アメリカ合衆国の小説家。

## 来歴
メリーランド州ボルティモアのドイツ系移民の家に生まれた。男女の双生児の一人だった。
ジュリアード音楽学校中退後、ジョンズ・ホプキンズ大学卒業。
ポストモダン文学を代表する存在。歴史などの、事実とされる事柄を変質させる作風を持つ。たとえば、代表作『酔いどれ草の仲買人（1960年）』では歴史上実在した人物を取り上げ、記録を丁寧に調べた上でフィクションを混ぜ合わせて、フィクションとしての歴史を表現した。物語の持つ面白さを、過去の文学者たちがやり残した課題において追求する姿勢を続けている。
他の代表作は『やぎ少年ジャイルズ』（1966年）、『キマイラ』（1972年）、『レターズ』（1979年）など。
2024年4月2日にフロリダ州のホスピスで死去。93歳没。

## 著作

### 小説
- The Floating Opera (1957)　（『フローティング・オペラ』）
  - 岩元巌訳　講談社　1980
  - 田島俊雄訳　サンリオ文庫 1987
- The End of the Road (1958)（『旅路の果て』志村正雄訳　白水社　1972　のち白水Uブックス）
- The Sot-Weed Factor(1960)（『酔いどれ草の仲買人』野崎孝訳 世界の文学 (バース) 集英社 1979）
- Giles Goat-Boy(1966)（『やぎ少年ジャイルズ』渋谷雄三郎,上村宗平訳　国書刊行会　1982）
- Lost in the Funhouse(1968)　（『びっくりハウスの迷子』、短編集、全訳なし）
- Chimera(1972)（『キマイラ』國重純二訳　新潮社　1980）　-　1973年度全米図書賞
- LETTERS(1979)（『レターズ』岩元巌,竹村和子,小林史子,幡山秀明訳 国書刊行会　2000）
- Sabbatical(1982)（『サバティカル -あるロマンス』志村正雄訳　筑摩書房　1994）
- The Tidewater Tales(1987)
- The Last Voyage of Somebody the Sailor(1991)（『船乗りサムボディ最後の船旅』志村正雄訳　講談社　1995）
- Once upon a Time: A Floating Opera (1994)
- On with the Story(1996)（『ストーリーを続けよう』志村正雄訳　みすず書房　2003）
- Coming Soon!!!(2001)
- The Book of Ten Nights and a Night(2004)
- Where Three Roads Meet(2005)
- The Development: Nine Stories(2008)
- Every Third Thought: A Novel in Five Seasons(2011)
- Collected Stories(2015)

### ノンフィクション
- The Friday Book(1984)（『金曜日の本 エッセイとその他のノンフィクション』志村正雄訳　筑摩書房　1989）
- Further Fridays(1995)